# Гёппинген (район)
Гёппинген (нем. Göppingen) — район в Германии. Центр района — город Гёппинген. Район входит в землю Баден-Вюртемберг. Подчинён административному округу Штутгарт. Занимает площадь 642,36 км². Население — 257 314 чел. Плотность населения — 401 человек/км².
Официальный код района — 08 1 17.
Район подразделяется на 38 общин.

## Города и общины
Города
1. Донцдорф (11 070)
2. Эберсбах-ан-дер-Фильс (15 835)
3. Айслинген (20 509)
4. Гайслинген-ан-дер-Штайге (27 763)
5. Гёппинген (57 836)
6. Лаутерштайн (2 817)
7. Зюссен (10 137)
8. Уинген (13 931)
9. Визенштайг (2 291)

Объединения общин
Общины
1. Адельберг (2 066)
2. Айхельберг (1 235)
3. Альберсхаузен (4 334)
4. Бад-Дитценбах (3 755)
5. Бад-Иберкинген (3 963)
6. Биренбах (1 937)
7. Бёменкирх (5 631)
8. Бёртлинген (1 789)
9. Болль (5 242)
10. Деггинген (5 644)
11. Дракенштайн (436)
12. Дюрнау (2 066)
13. Эшенбах (2 270)
14. Гаммельсхаузен (1 410)
15. Гинген-на-Фильсе (4 406)
16. Груибинген (2 245)
17. Хаттенхофен (3 029)
18. Хайнинген (5 553)
19. Хоэнштадт (744)
20. Кухен (5 744)
21. Мюльхаузен-им-Теле (1 037)
22. Оттенбах (2 477)
23. Рехбергхаузен (5 543)
24. Залах (7 839)
25. Шлат (1 758)
26. Шлирбах (3 746)
27. Вешенбойрен (3 933)
28. Ванген (3 195)
29. Целль-унтер-Айхельберг (2 986)